# Valledolmo
Valledolmo (Vaddilurmu in siciliano) è un comune italiano di 3 079 abitanti della città metropolitana di Palermo in Sicilia.
Sorge ai piedi delle Madonie sud-occidentali, sulle pendici di pizzo Sampieri.

## Storia

### Età Moderna
I feudi costituenti insediamenti baronali, Valle dell'Ulmo, Cifiliana, Castellucci e Mezzamandrianuova, facevano parte della Contea di Sclafani, fino a quando Giovanni de Luna Duca di Bivona e Conte di Sclafani, nel 21 giugno 1582, per 13,250 once, li vendette a Giacomo di Giorlando (detto "lo Squiglio"), da Collesano, previo atto del notaio Antonio Larosa di Palermo.
Antonio Cicala acquistò la baronia di "Valle dell'Ulmo" da Pietro Lo Squiglio, barone di Galati.
Mario Cutelli, Conte di Villa Rosata e signore di Aliminusa, famoso giureconsulto, genero di Antonio Cicala, acquistò i feudi di Cifiliana e Mezzamandrianuova.
Giuseppe Cutelli Cicala, ereditò dal nonno e dal padre i suddetti feudi e divenne nel febbraio del 1651, 5º Barone di Valle dell'Ulmo, e 1º Barone di Castel Normanno.
Giuseppe Cutelli ottenne nel 1650 licenza di popolare quelle terre, in luogo attiguo all'esistente magnifico palazzo feudale. Detta Licentia populandi fu firmata da Don Melchiorre Centellis de Borgia, in nome del Viceré spagnolo. Giuseppe Cutelli, continuò l'opera di ingrandimento di Valle dell'Ulmo e ingrandì il palazzo iniziato dal nonno Antonio Cicala.
Sposò la Duchessa Anna Summaniata, e in seconde nozze Donna Maria Abatellis. Morì il 24 novembre 1673.
Gli succedette il figlio Antonio Cutelli 6º Barone di Valle dell'Ulmo 2º Barone di Castelnormanno, signore di Aliminusa, di Cifiliana, Conte di Villarosata.
Antonio fu costretto a donare la Baronia, avuta in eredità, alla madre Contessa Maria Abatellis, che per tale passaggio divenne la 7º Baronessa della Valle dell'Ulmo. Antonio successivamente venne ucciso, il 5 agosto 1711, nel tentativo di abuso di un “ius primae noctis”, per mano di un suo vassallo, Pietro Corvo. Le spoglie riposano nel sontuoso mausoleo eretto nella chiesetta baronale, oggi "Chiesa della Anime Sante".
Alla morte della madre Maria Cutelli Abatellis, le succedette la sorella, Cristina Cutelli che ereditò, il 20 luglio 1712, la Baronia di Valle dell'Ulmo-Castelnormanno divenendone così la 8º Baronessa. Cristina Cutelli sposò Don Giovanni Joppolo.
La coppia non ebbe figli maschi, per cui la Baronia passò alla loro figlia femmina Girolama Joppolo il 16 luglio 1746, la quale diviene la 9º Baronessa di Valle dell'Ulmo-Castelnormanno, ed la quale tra l'altro, il 16 luglio 1748, ereditò anche, per la morte dello zio Avv. Giovanni Cutelli, i feudi di Cifiliana e di Mezzamandranuova.
Alla morte dei due senza figli (nell'ottobre 1761) la Baronia passò al nipote per parte materna, Matteo Lucchesi Joppolo che divenne così il 10º Barone di Valle dell'Ulmo-Castelnormanno.
Suo successore il 21 maggio 1774 è il figlio Ignazio Lucchesi Palli, che diviene l'11º Barone.

### Cronotassi dei Baroni
1. Giacomo Giorlando, detto lo Squiglio, da Collesano
2. Pietro Giorlando Squiglio
3. Giacomo Giorlando Squiglio e Maglia
4. Pietro Giorlando Squiglio
5. Antonio Cicala
6. Giuseppe Cutelli
7. Antonino Mario Cutelli
8. Maria Abbatellis in Cutelli
9. Cristina Cutelli
10. Girolama Joppolo Cutelli
11. Matteo Lucchesi Joppolo
12. Ignazio Lucchesi
13. Adenolfo Maria Lucchesi Palli, Principe di Campofranco

### Età Contemporanea
Nel periodo del ventennio fascista il comune di Valledolmo ricevette una conduttura idrica che soddisfece i bisogni degli abitanti. Nel 1927 si ricorda la visita dell'allora prefetto Mori, detto "prefetto di ferro" che venne ad inaugurare la nuova rete idrica e il nuovo monumento ai Caduti, realizzato dallo scultore Antonio Ugo e chiamato dai valledolmesi "u Pupu", divenuto famoso per lo scandalo che la sua nudità diede agli occhi degli abitanti del paese, tanto da essere immediatamente coperto con dei veli che ne celassero le parti impudiche.
Durante la seconda guerra mondiale, un aereo alleato lanciò per errore, una bomba sulla Chiesa della Purità, distruggendola e ferendo alcuni fedeli. Questo ordigno era destinato sulla più piccola e antica chiesa della Madonna del Buon Pensiero, in quel momento destinata ad accogliere munizioni ed armi.

## Feste e Tradizioni
Il paese si caratterizza per un gran numero di Feste e riti tradizionali sia sacre che profane.
S. Antonio di Padova patrono del paese - 18 agosto
La festa si svolge sotto il patrocinio del Comune con manifestazioni a carattere religioso culturale, ricreativo e musicale che si protraggono durante tutto il mese di agosto. Alla Santa Messa e alla solenne processione del Santo partecipano le autorità locali, le confraternite del luogo con il caratteristico abitino e la locale banda musicale che intona piacevoli marce.
Il santo viene festeggiato in questa data simbolica poiché in passato per motivi amministrativi e per via di temperature più favorevoli venne spostato più volte fino alla decisione finale per il 18 agosto e così rimase per tradizione.

### Fiera del 1º maggio
Quella del 1º maggio è ormai diventata una delle Fiere più visitate ed attese della Sicilia. Essa è nata per supportare la florida attività artigianale e agricola del paese, ma in pochi anni ha esteso i propri confini.

### La Santa Croce
La Santa Croce si festeggia il 3 maggio si celebra nella chiesetta del calvario per ringraziarla delle grazie ricevute, i fedeli confezionano pezzature di pane in forma di mani, piedi, gambe o di faccia spalmate con il tuorlo d'uovo e di sesamo. Il pane, una volta benedetto, viene venduto ai fedeli e i proventi dati alla parrocchia.

### Festa di San Giuseppe
San Giuseppe viene festeggiato il 19 marzo per questa giornata come tradizione palermitana vuole, viene preparata la pasta con le sarde e la mollica. 
Alcune famiglie come ex voto, preparano una tavola imbandita di cibi non di carne, ma fritture di pesci comuni, cardi ed altre pietanze che vengono poi offerti durante il pranzo di San Giuseppe ai cosiddetti Virgineddi, persone non sposate che tradizione vuole siano in numero dispari ed originariamente povere, che hanno il dovere durante il pranzo di ringraziare San Giuseppe con canti o preghiere.

### L'Incontro di Pasqua
L'Incontro pasquale viene mostrato ai fedeli nella centrale via Cadorna alle spalle del monumento ai caduti che tutti chiamano affettuosamente u Pupu, a mezzogiorno circa, al terzo squillo di tromba i simulacri dell'Addolorata e del Cristo Risorto, portati a spalla, muovono di corsa l'una verso l'altro. Giunti a poca distanza, viene tolto il velo nero all'Addolorata, e Madre e Figlio, vengono avvicinati in un simbolico abbraccio.
Festa Di San Biagio - 3 febbraio
Benedizione dei pani votivi dedicati al Santo di Sebaste detti "cuddureddi". Questi dolcini dopo la benedizione vengono distribuiti in Chiesa fra gli astanti mentre una parte di queste vengono riservati e distribuiti a parenti ed amici per allontanare il mal di gola.
Carnevale valledolmese
Sfilata di carri allegorici e gruppi in maschera (ultima domenica di carnevale e martedì successivo). Tra le tradizioni profane del luogo occupa il primo posto quella relativa alle feste di Carnevale, che erano tanto attese dai giovani e dalle donzelle in attesa del principe azzurro. Nelle quattro domeniche che ne precedevano la festa le famiglie delle giovane fanciulle davano feste da ballo nelle proprie abitazioni; tutti i gruppi di giovani erano accolti nelle abitazioni per danzare purché fossero presentati da un mazziere (c.d. portatore) noto al padrone di casa e garante dell’igiene morale del gruppo. L’ultimo giorno di Carnevale s’improvvisavano angoli di cucina in alcune strade e si offrivano ai passanti grossi piatti di maccheroni al sugo e salsiccia arrostita. A notte fonda si procedeva alla condanna a morte del Carnevale per impiccagione, oppure lo si sottoponeva ad un intervento chirurgico, reso urgente dalla smodata ingurgitazione di pasta, salsiccia e vino. La farsa si concludeva, a mezzanotte con la morte straziante del crapulone incallito, compianto anche dal mortorio delle campane.
La tradizione del carnevale a Valledolmo affonda, quindi, le proprie radici in un lontano passato. Tuttavia, oggi, la manifestazione, che si svolge l’ultima domenica di carnevale ed il martedì successivo con le tradizionali sfilate dei carri allegorici e gruppi in maschera, organizzati ed allestiti dalle Associazioni e gruppi locali, si è di fatto uniformata alla prevalente tendenza dei più famosi carnevali che si svolgono nel resto d’Italia.
Sagra del Pomodoro (venerdì, sabato e domenica terza settimana di settembre) manifestazione di promozione del pomodoro siccagno di Valledolmo. La sagra si svolge in Piazza Purità in appositi stand con esposizione di diverse varietà di pomodoro, degustazione di varie pietanze preparate con il pomodoro, la salsa ed il concentrato “astrattu” in abbinamento ai prodotti tipici locali, per concludersi con una tradizionale spaghettata.
Il pomodoro siccagno, rosso e succoso, viene coltivato in pieno campo senza alcuna irrigazione da cui il nome “siccagno”. È una coltura primaverile estiva: in genere viene praticato il trapianto in pieno campo di piantine coltivate in serra. Durante la coltivazione delle piantine si effettuano limitati interventi colturali allo scopo di mantenere la terra umida e priva di erbe infestanti: inesistenti i trattamenti antiparassitari. L’assenza di irrigazione e il particolare clima del comprensorio valledolmese, con buoni livelli di umidità dell’atmosfera anche nel periodo estivo, equilibrano il processo di evapo-traspirazione, determinano l’ispessimento dei tessuti a palizzata delle foglie e riducono l’apertura degli stomi, cui consegue un limitato consumo di acqua. Le rese per ettaro sono di 100/120 quintali. La produzione del pomodoro siccagno, fra le attività agricole del luogo, oggi spicca per la qualità, la bontà e l’importante produzione.
Festa di Maria Ss del Rosario e sagra dell’uva e festa dei vini DOC della Contea di Sclafani in cui ricade il territorio di Valledolmo. 1ª domenica di ottobre -
Mostra e assaggio della produzione locale di uve da tavola e da mosto e della produzione vinicola locale – Degustazione prodotti tipici locali . La festa di Maria Ss del Rosario è organizzata dalla Venerabile Confraternita di Maria Ss del Rosario fondata nel 1765. La festa ha un valore molto importante per i valledolmesi che un secolo dopo la fondazione del paese ne iniziarono il culto nella chiesa della Madonna del Buon Pensiero divenuta poi delle Anime Sante . Il giorno della festa è annunciato dallo sparo dei mortaretti e alle 11:00 si svolge la messa con il rito di iniziazione dei nuovi confrati e che si conclude con la tradizionale supplica alla Madonna, successivamente il pomeriggio dopo la messa delle 18:00 si svolge la processione del simulacro dalla Madonna che si conclude con i giochi pirotecnici.

## Amministrazione
Di seguito è presentata una tabella relativa alle amministrazioni che si sono succedute in questo comune.
| Periodo          | Periodo          | Primo cittadino                 | Partito                       | Carica  | Note  |
| ---------------- | ---------------- | ------------------------------- | ----------------------------- | ------- | ----- |
| 12 luglio 1988   | 29 novembre 1990 | Sebastiano Battaglia            | Democrazia Cristiana          | Sindaco | [ 5 ] |
| 23 gennaio 1991  | 22 ottobre 1991  | Orazio Antonio Di Gioia         | Democrazia Cristiana          | Sindaco | [ 5 ] |
| 22 ottobre 1991  | 7 giugno 1993    | Nicolò Paolo Aldo Amedeo Miceli | Democrazia Cristiana          | Sindaco | [ 5 ] |
| 7 giugno 1993    | 1º dicembre 1997 | Pietro Piazza                   | lista civica                  | Sindaco | [ 5 ] |
| 1º dicembre 1997 | 28 maggio 2002   | Nicolò Paolo Aldo Amedeo Miceli | lista civica                  | Sindaco | [ 5 ] |
| 28 maggio 2002   | 15 maggio 2007   | Nicolò Paolo Aldo Amedeo Miceli | lista civica                  | Sindaco | [ 5 ] |
| 15 maggio 2007   | 8 maggio 2012    | Domenica Di Baudo               | lista civica                  | Sindaco | [ 5 ] |
| 8 maggio 2012    | 8 giugno 2017    | Luigi Giuseppe Favari           | lista civica                  | Sindaco | [ 5 ] |
| 11 giugno 2017   | in carica        | Angelo Conti                    | lista civica di centro-destra | Sindaco | [ 5 ] |

## Società

### Evoluzione demografica
Abitanti censiti